# Short Belfast
Short Belfast je štirimotorno turbopropelersko letalo transportno letalo britanskega proizvajalca Short Brothers. Na izgled je precej podoben ameriškemu C-130 Hercules, je pa Belfast poletel okrog deseteletje pozneje in ima večjo tovorno kapaciteto. Belfast je bil tudi drugo proizvodno letalo opremljeno s sistemom za avtopristanek. RAF je leta 1976 upokojila letala, 5 letal je pozneje uporabljala letalska tovorna družba HeavyLift Cargo Airlines. V letih 1964−1968 so zgradili samo 10 letal. 
Poganjajo ga štirje turbopropelerski motorji Rolls-Royce Tyne, premer propelerja je 4,88 metra.

## Specifikacije (Belfast C Mk.1)
Podatki iz Jane's All The World's Aircraft 1969–70
Splošne karakteristike
- Posadka: 5 (dva pilota, inženir, navigator in tovornik)
- Število sedežev: 150 vojakov (največ 250)
- Tovor: 78000 lb (35381 kg)
- Dolžina: 136 ft 5 in (41,58 m)
- Razpon kril: 158 ft 9½ in (48,40 m)
- Višina: 47 ft 0 in (14,33 m)
- Površina kril: 2466 ft² (229 m²)
- Aeroprofil: NACA 25017 koren, NACA 4413 (mod) na konici
- Vitkost: 10,22
- Teža praznega letala: 127000 lb (57607 kg)
- Maks. vzletna teža: 230000 lb (104328 kg)
- Pogon letala: 4 ×  turboprop Rolls-Royce Tyne R.Ty.12, Mk. 101, 5730 KM (4270 kW)  vsak
- Propelerji: Hawker Siddeley Dynamics 4/7000/6
  - Premer propelerja: 16 ft (4,88 m)

 Zmogljivost 
- Maks. hitrost: 352 mph (306 vozlov, 566 km/h)
- Potovalna hitrost: 336 mph (292 vozlov, 541 km/h) na 24000 ft (7315 m) (ekonomična hitrost)
- Hitrost porušitve vzgona: 112 mph (97 vozlov, 180 km/h)
- Doseg: 5300 milj (4609 nmi, 8528 km) z maks. gorivom
- Višina leta: 30000 ft (9144 m)
- Hitrost vzpenjanja: 1060 ft/min (5,4 m/s
- Dolet z maks. tovorom: 1000 mi (870 nmi, 1609 km))